# Castor (stjärna)
Castor, eller Alfa Geminorum (förkortat α Gem, Alfa Gem), är den näst ljusstarkaste stjärnan i stjärnbilden Tvillingarna och en av de ljusstarkaste i natthimmeln. Även om den bär bokstaven "alfa" är den i verkligheten ljussvagare än Beta i Tvillingarna (Pollux).
Castor och Pollux är två närbelägna stjärnor som ger stjärnbilden Tvillingarna dess namn. Castor är en het vit fyrdubbel stjärna, medan Pollux är en svalare gulorange jättestjärna.
Redan 1718 dokumenterade den engelske astronomen James Pound Castor som dubbelstjärna, med komponenterna A och B med apparent magnitud 2,0 och 2,8. Vinkelavståndet mellan dem är runt 6" och omloppstiden ungefär 420 år. De två komponenterna är bägge i sin tur spektroskopiska dubbelstjärnor, vilket gör Castor till ett fyrdubbelt system. Castor har dessutom en avlägsen ljussvag följeslagare C på 72" avstånd, men den har samma parallax och egenrörelse; denna följeslagare är också den en spektroskopisk dubbelstjärna med en period på strax under ett dygn. Castor kan alltså betraktas som ett sexdubbelt stjärnsystem med sex stjärnor hopbundna av den gemensamma gravitationen. Komponent C har även fått variabelnamnet YY Geminorum.